# 范氏香
范氏香（1991年9月4日—），是来自越南的女模特兼大学讲师。